# Simple Grand Chelem

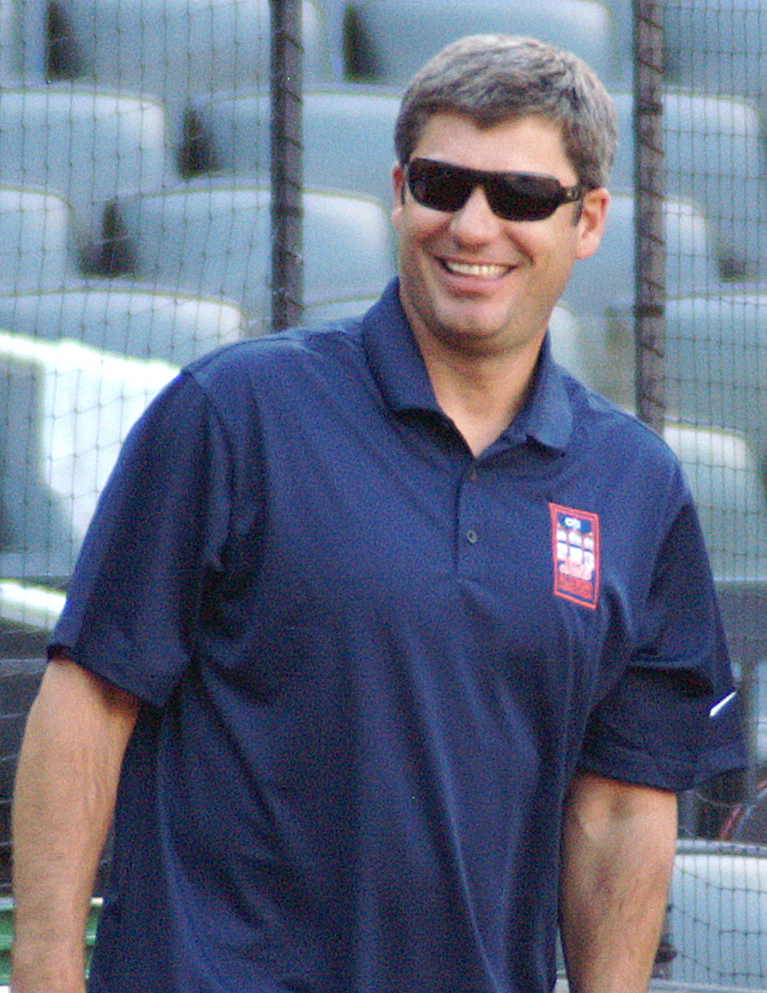
Robin Ventura, auteur du « Simple Grand Chelem » au Shea Stadium pour les Mets de New York.

Le terme « Simple Grand Chelem » (Grand Slam Single en anglais) fait référence, dans les ligues majeures de baseball en Amérique du Nord, à un coup sûr qui a donné la victoire aux Mets de New York aux dépens des Braves d'Atlanta dans le cinquième match de la Série de championnat de la Ligue nationale de baseball 1999, le 17 octobre au Shea Stadium, à New York. 
Il fait précisément référence à un Grand Chelem, soit un coup de circuit exceptionnel frappé lorsque les bases sont remplies, du joueur de troisième but Robin Ventura en quinzième manche de la partie, compté comme un simple en raison du fait que son auteur, fêtant immédiatement la victoire avec ses coéquipiers, n'a jamais atteint les quatre buts comme il est de mise pour être crédité des points. Il atteint seulement le premier but, donnant le point de la victoire à son équipe, avant d'être pris à partie par son équipe.
Considéré à l'époque comme l'un des matchs les plus spectaculaires de l'histoire des séries d'après-saison, cette partie constitue l'un épisodes de la rivalité qui oppose les Mets de New York aux Braves d'Atlanta (en), qui a été particulièrement intense à la fin des années 1990.